# Syngnathoides biaculeatus
Syngnathoides biaculeatus ist eine Art der Fische aus der Familie der Seenadeln (Syngnathidae), die im Roten Meer und im tropischen Indopazifik von der Küste Ostafrikas und Südafrikas (westlich bis Knysna) bis zum südlichen Japan, New South Wales und Samoa vorkommt. 

## Merkmale
Syngnathoides biaculeatus wird 28 bis 29 cm lang und besitzt einen sehr langgezogenen, dünnen Körper. Sie ist je nach Lebensraum variabel grün bis braun oder grau gefärbt. Während der Balz zeigen die Weibchen eine auffallende Färbung an der Bauchseite. Die Schnauze mit dem oberständigen Maul ist pipettenartig verlängert.
- Flossenformel: Dorsale 38–48, Anale 4.

## Lebensweise
Syngnathoides biaculeatus lebt vor allem in geschützten Lagunen zwischen Algen, Seegräsern oder treibenden Tangen. Bei Gefahr können die Fische über die Wasseroberfläche auf die trocken liegende Oberseite der Pflanzen springen und dort einige Zeit verharren. Sie ernährt sich von Zooplankton, kleinen Krebstieren und Fischlarven. Wie bei allen Seenadeln werden die Eier bei der Paarung vom Männchen übernommen und anschließend offen an der Schwanzunterseite getragen, bis die Jungen schlüpfen.

## Systematik
Syngnathoides biaculeatus ist eng mit den Gattungen Hypselognathus, Kaupus und Vanacampus verwandt und wird deshalb der Unterfamilie Syngnathinae zugeordnet, obwohl die Brutzone bei den Männchen unter dem Rumpf, vor dem Anus liegt, und nicht unter dem Schwanz, wie bei anderen Taxa dieser Unterfamilie.

## Beziehung zum Menschen
Syngnathoides biaculeatus findet in der Traditionellen chinesischen Medizin Verwendung und wird (selten) als Aquarienfisch gehalten. Es gelang bereits, die Art in Gefangenschaft nachzuziehen.